# Плешою (Олт)
Плешою (рум. Pleșoiu) — село у повіті Олт в Румунії. Входить до складу комуни Плешою.
Село розташоване на відстані 144 км на захід від Бухареста, 7 км на північний захід від Слатіни, 39 км на схід від Крайови.

## Населення
За даними перепису населення 2002 року у селі проживали 510 осіб, усі — румуни. Рідною мовою 509 осіб (99,8%) назвали румунську.